# Волковинцы
Волкови́нцы (укр. Вовковинці) — посёлок в Хмельницком районе Хмельницкой области Украины.

## История
Селение основано в 1559 году.
Входило в Летичевский уезд Подольской губернии Российской империи. 
В ходе Великой Отечественной войны в 1941— 1944 гг. село было оккупировано немецкими войсками.
Статус пгт с 1957 года.
В январе 1989 года численность населения составляла 3349 человек.
В июле 1995 года Кабинет министров Украины утвердил решение о приватизации находившейся здесь райсельхозтехники.
Население составляет 2,3 тыс. человек.

## Экономика
Маслодельный завод (закрыт) и мебельная фабрика (закрыта).

## Транспорт
Железнодорожная станция Комаровцы на линии Гречаны—Жмеринка-Подольская.

## Известные уроженцы
- Владимир Яковлевич Герасименко (Володимир Якович Герасименко) (1895—1984) — украинский литературовед, доктор филологических наук (1961).
- Евгений Владимирович Громов (род. 1973) — украинский пианист.